# 宋慎
宋慎（1342年—1380年），江浙婺州路浦江縣人，明朝政治人物。宋瓚長子。
宋慎原為殿庭儀禮司（洪武三十年改為鴻臚寺）序班，與祖父宋濂、叔父宋璲共同在內廷為官。洪武十三年（1380年），宋慎牽涉胡惟庸案而被誅殺，宋璲受連坐被殺，家族流放至茂州。